# Sylviane Bähr
Pour les articles homonymes, voir Bähr.
 (avril 2010).
Si vous disposez d'ouvrages ou d'articles de référence ou si vous connaissez des sites web de qualité traitant du thème abordé ici, merci de compléter l'article en donnant les références utiles à sa vérifiabilité et en les liant à la section « Notes et références ».
Sylviane Bähr est une journaliste franco-allemande. Elle présente le Journal de l’économie dans la tranche matinale sur la chaîne France 24.
Diplômée de l'école de journalisme de Sciences-Po Paris et de la Sorbonne Nouvelle, elle intègre France 24 dès sa création en septembre 2006. Elle commence en réalisant des sujets pour les journaux télévisés de la chaîne et en présentant des journaux et des revues de presse. Elle devient officiellement chroniqueuse économique en 2010. 
Sylviane Bähr est franco-allemande, et parle cinq langues, dont le mandarin qu'elle a appris alors qu'elle vivait en Chine.